# 西里爾數字

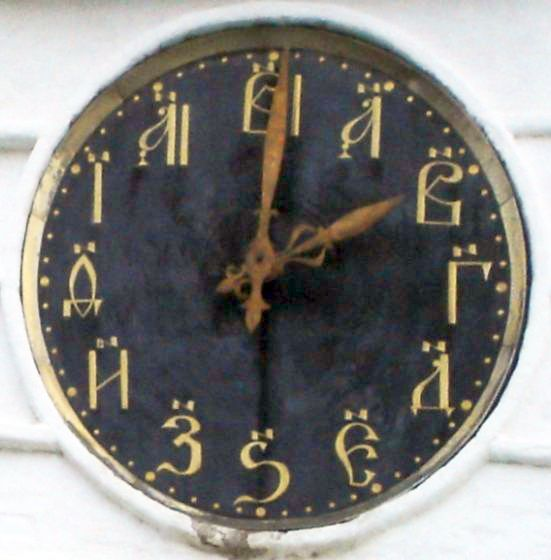
使用西里爾數字的時鐘，攝于蘇茲達爾

西里爾數字是西里爾字母發展而成的記數系統，是保加利亞第一帝國於十世紀晚期發展起來的，由南部斯拉夫民族和東斯拉夫民族使用，採用類似十進制的系統。俄羅斯使用西里爾數字一直延續至1700年代早期彼得大帝決定使用阿拉伯數字。

## 概述
以希臘數字作為基礎的西里爾數字，雖然字位是西里爾字母，但順序採用與西里爾字母不同順序的希臘字母順序方法。字母代表個位（1、2、...、9）、十的倍數（10、20、...、90）和一百的倍數（100、200、...、900）。除了11至19的書寫方法和讀法是從右到左外，其餘數字的書寫方法和讀法都是從左到右，例如數字17讀法是「7加10」（седмьнадесять，s'edm'-na-d'es'at'）。
數字的上方加上Titlo（ ҃ U+0483），與其他文字識別。在個位字母前加上千位符號（҂ U+0482），代表超過1,000的數字。例如︰
- ︰1706
- ︰7118

為表示更大的數值，需要添加封閉式符號修飾：組合用圓圈（ ⃝  U+20DD）用來表示超過一萬的數字，西里爾百萬結合符（ ҉  U+0489）表示超過一百萬的數字，西里爾千萬結合符（ ꙰ U+A670）表示超過一千萬的數字，西里爾億位結合符（ ꙱ U+A671）表示超過一億的數字，西里爾十億結合符（ ꙲ U+A672）表示超過十億的數字。
格拉哥里數字與西里爾數字相同，不同之處在於數值採用格拉哥里字母的順序，而不是希臘字母的順序。